# Incest
Incest (latinsko incéstus; tudi krvoskrunstvo, krvosramnost, rodoskrunstvo) označuje spolni odnos med družinskimi člani ali sorodniki.
Incest v najnovejšem Slovenskem kazenskem zakoniku (2008) ni več kaznivo dejanje razen če je ena oseba mladoletna. Obravnavan je v 195. členu 20. poglavja Kazenskega zakonika Republike Slovenije, ki pravi:
Oseba, ki spolno občuje z mladoletnim krvnim sorodnikom v ravni črti ali z mladoletnim bratom oziroma sestro, se kaznuje z zaporom do dveh let.